# Anpan

Anpan (jap. あんパン) je vrsta japanskog kruha koji je punjen ankom (pasta azuki graha).
Riječ Anpan je nastala od japanske riječi za kruh an i od portugalske riječi pão koja isto tako znači kruh, od koje kasnije nastalo pan. Jako je omiljen kod japanske djece.

## Galerija
- Anpan kao krafna
- Ginza Kimuraya trgovina